# كأس ملك إسبانيا 2004–05
كأس ملك إسبانيا 2004–05 (بالإسبانية: Copa del Rey de fútbol 2004-05)‏ هو الموسم 101 من كأس ملك إسبانيا. أشرف على تنظيمه الاتحاد الملكي الإسباني لكرة القدم، وكان عدد الأندية المشاركة فيه 81، وفاز فيه ريال بيتيس.